# Lijst van Eerste Kamerleden voor de conservatieven
Een overzicht van alle conservatieve Eerste Kamerleden in de negentiende eeuw.

## Conservatief
| Eerste Kamerlid                        | Begindatum        | Einddatum         |
| -------------------------------------- | ----------------- | ----------------- |
| J.D.C.C.W. d' Ablaing van Giessenburg  | 14 augustus 1851  | 27 juni 1859      |
| Tj.A.M.A. van Andringa de Kempenaer    | 7 oktober 1850    | 17 september 1865 |
| H.W. van Aylva van Pallandt            | 13 februari 1849  | 19 september 1880 |
| W. Boreel van Hogelanden               | 14 december 1860  | 10 november 1866  |
| H.J. Engelkens                         | 26 februari 1849  | 19 augustus 1850  |
| D.Th. Gevers van Endegeest             | 13 februari 1849  | 19 augustus 1850  |
| J.K. van Goltstein                     | 22 december 1870  | 16 februari 1872  |
| H.R.W. van Goltstein van Oldenaller    | 19 september 1853 | 14 september 1862 |
| W. van Goltstein van Oldenaller        | 4 april 1872      | 27 augustus 1874  |
| C. Hartsen                             | 19 september 1859 | 16 september 1877 |
| J.D.C. van Heeckeren van Wassenaer     | 20 februari 1849  | 14 augustus 1867  |
| J.A. van der Heim van Duivendijke      | 15 september 1862 | 3 april 1865      |
| A.F. Insinger                          | 13 februari 1849  | 18 september 1859 |
| W.C.M. de Jonge van Ellemeet           | 13 februari 1849  | 25 april 1853     |
| C. van der Lek de Clercq               | 13 februari 1849  | 17 september 1871 |
| L.A. Lightenvelt                       | 13 februari 1849  | 19 augustus 1850  |
| F.G. van Lynden van Hemmen             | 22 december 1890  | 15 mei 1892       |
| E. du Marchie van Voorthuysen          | 4 augustus 1857   | 7 april 1858      |
| E. du Marchie van Voorthuysen          | 21 september 1874 | 16 september 1883 |
| J.C. Martens van Sevenhoven            | 13 februari 1849  | 4 juni 1857       |
| J. Messchert van Vollenhoven           | 14 april 1864     | 14 september 1873 |
| C.E.J.F. van Nispen van Pannerden      | 16 februari 1849  | 30 november 1870  |
| W.C. van Pallandt van Waardenburg      | 20 september 1887 | 22 juli 1904      |
| J.A. Philipse                          | 13 februari 1849  | 15 november 1849  |
| J.A. Philipse                          | 8 oktober 1850    | 17 september 1871 |
| P.L. Regout                            | 13 februari 1849  | 18 september 1859 |
| W.A. Schimmelpenninck van der Oye      | 1 juni 1860       | 11 december 1872  |
| W.A.A.J. Schimmelpenninck van der Oye  | 19 september 1876 | 16 september 1877 |
| W.A.A.J. Schimmelpenninck van der Oye  | 20 september 1880 | 30 augustus 1889  |
| M. Sichterman van de Brake             | 3 juli 1855       | 6 augustus 1856   |
| J. Taets van Amerongen tot Natewisch   | 20 september 1859 | 17 september 1870 |
| P.H. Taets van Amerongen tot Natewisch | 13 februari 1849  | 19 augustus 1850  |
| W.J. Tonckens                          | 14 februari 1849  | 16 januari 1875   |
| B.A. van Verschuer                     | 13 februari 1849  | 19 augustus 1850  |
| J.P.P. van Zuylen van Nijevelt         | 1 mei 1888        | 3 november 1890   |

## Conservatief (protestants)
| Tweede Kamerlid                 | Begindatum        | Einddatum         |
| ------------------------------- | ----------------- | ----------------- |
| D. Borski                       | 13 februari 1849  | 16 september 1860 |
| W.M. de Brauw                   | 7 oktober 1850    | 13 juni 1853      |
| C. van Foreest                  | 8 oktober 1850    | 19 april 1853     |
| M.A.F.H. Hoffmann               | 13 februari 1849  | 19 augustus 1850  |
| C.Th. van Lynden van Sandenburg | 18 september 1883 | 7 november 1885   |

## Conservatief-Liberaal
| Eerste Kamerlid                               | Begindatum        | Einddatum         |
| --------------------------------------------- | ----------------- | ----------------- |
| A.J.F. Fokker van Crayestein van Rengerskerke | 16 september 1913 | 24 juli 1922      |
| J.E.H. van Nagell van Ampsen                  | 1 mei 1888        | 18 september 1893 |
| F.J.W. van Pallandt van Keppel                | 17 november 1884  | 16 augustus 1887  |
| M.J. Pijnappel                                | 6 december 1882   | 16 augustus 1887  |
| M.J. Pijnappel                                | 1 mei 1888        | 30 april 1894     |